# Кыпа-Кэлькы (приток Ратты)
Кыпа-Кэлькы (устар. Кыпа-Хэй-Кы) — река в России, протекает по территории Красноселькупского района Ямало-Ненецкого АО. Начинается в болоте, течёт в общем северном направлении, в низовьях поворачивает на северо-восток. Устье реки находится в 85 км по правому берегу реки Ратта. Длина реки составляет 48 км.
Основной приток — река Ираткикэ (правый).

## Данные водного реестра
По данным государственного водного реестра России относится к Нижнеобскому бассейновому округу, водохозяйственный участок реки — Таз, речной подбассейн реки — подбассейн отсутствует. Речной бассейн реки — Таз.
По данным геоинформационной системы водохозяйственного районирования территории РФ, подготовленной Федеральным агентством водных ресурсов:
- Код водного объекта в государственном водном реестре — 15050000112115300064140
- Код по гидрологической изученности (ГИ) — 115306414
- Код бассейна — 15.05.00.001
- Номер тома по ГИ — 15
- Выпуск по ГИ — 3